# Aegolius
Aegolius ist eine Gattung aus der Familie der Eigentlichen Eulen (Strigidae). Sie umfasst kleine, als Käuze bezeichnete Eulen, die fast ausschließlich nachtaktiv sind und deren Lebensräume in dichten Wäldern oder sonstigen Waldlandschaften liegen. Zurzeit werden vier Arten unterschieden, die in der Holarktis, sowie in Nord-, Mittel- und Südamerika verbreitet sind. In Mitteleuropa kommt der Raufußkauz (Aegolius funereus) vor, nach dem die Gattung gelegentlich mit dem deutschen Namen Raufußkäuze bezeichnet wird.
Raufußkäuze ernähren sich von kleinen Säugetieren und Vögeln, die südamerikanischen Arten auch von Insekten. Sie brüten in natürlichen Baumhöhlen oder in alten Spechthöhlen. Alle Arten sind weitgehend Standvögel.
Zurzeit scheint keine Art in einer Gefährdungsstufe der IUCN auf. Der Gattungsname stammt aus dem Griechischen. Er war im antiken Griechenland eine der vielen Bezeichnungen für Eule.

## Merkmale

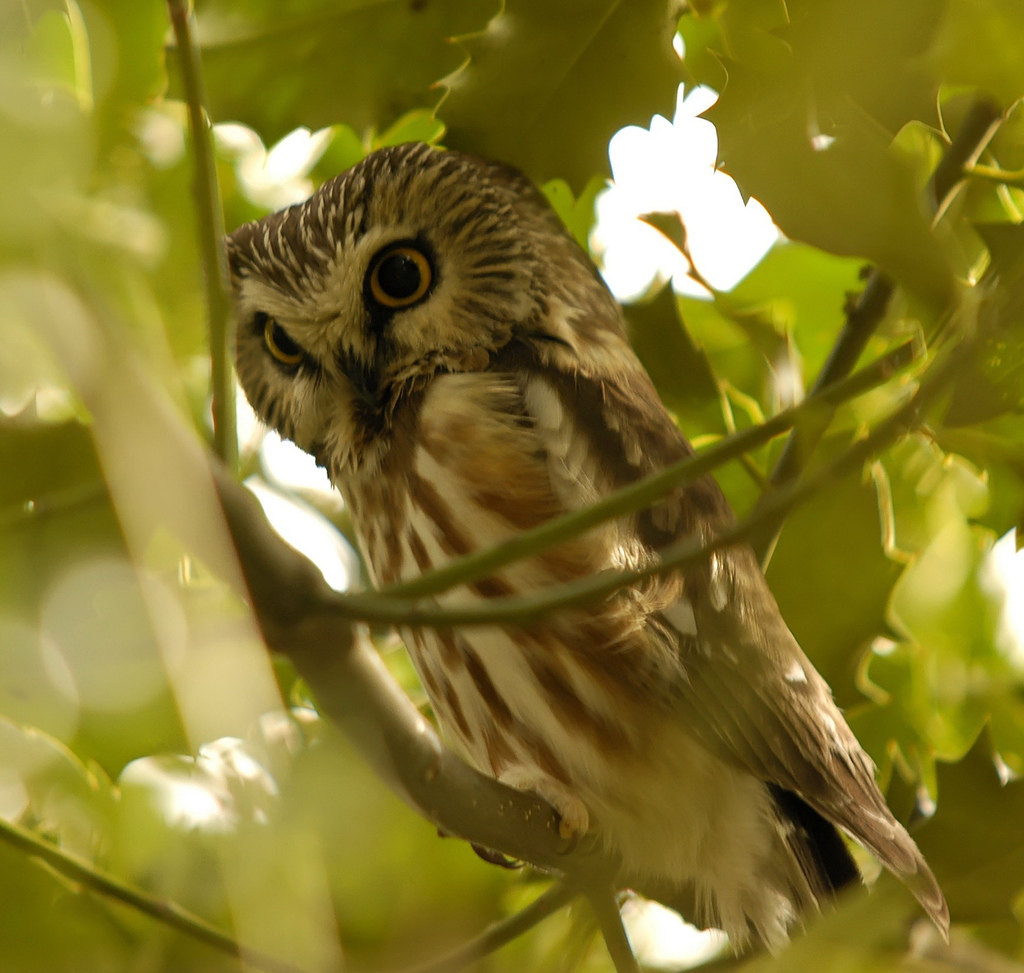
Sägekauz (Aegolius acadicus)

Käuze der Gattung Aegolius sind kleine Vögel mit sehr großem Kopf. Keine Art trägt Federohren. Das Oberseitengefieder aller vier Arten ist graubraun bis satt tiefbraun. Bis auf den Ridgwaykauz (Aegolius ridgway) ist es bei allen Arten in unterschiedlicher Intensität weißlich gesprenkelt. Der große Kopf ist beim Raufußkauz meist grau und deutlich weiß gesprenkelt, bei den anderen Arten entspricht er in der Färbung dem Oberseitengefieder. Bei allen Arten ist ein großer, deutlicher Gesichtsschleier ausgebildet. Beim Raufußkauz und Sägekauz (Aegolius acadicus) ist dieser hell, zuweilen fast weiß und vor allem beim Sägekauz auffällig rötlichbraun radial gestrichelt, beim Gelbstirnkauz (Aegolius harrisii) ist er gelb und beim Ridgwaykauz rostrot. Er wird von einem meist dunklem Federsaum begrenzt, nur beim Ridgwaykauz ist dieser weiß. Das Unterseitengefieder ist beim Raufußkauz auf hellem Grund speerspitzenartig braungrau längsgezeichnet, beim Sägekauz eher rötlichbraun längsgestreift. Die beiden neotropischen Arten sind bunter: Beim Gelbstirnkauz ist die Unterseite hellgelb, beim Ridgwaykauz sind Kehle und Brust rostbraun, Bauch und Steiß dagegen sind gelb. Der Gelbstirnkauz trägt zudem noch ein auffälliges gelbes Nackenband. Die Iris der Augen ist bei allen Arten gelb oder orange, der abwärts gebogene Hakenschnabel ist ebenfalls gelb oder dunkel hornfarben.
Die Flügel sind mittellang, breit und schwach gerundet. Sie zeigen auf der Oberseite eine angedeutete helle Bänderung. Der Schwanz ist breit, eher kurz und leicht gerundet. Die Zehen sind beim Raufußkauz und beim Sägekauz bis zu den Krallen befiedert, bei den beiden anderen Arten jedoch nackt.
Die Geschlechter unterscheiden sich in der Färbung nicht. Die Weibchen von Raufußkauz und Sägekauz scheinen jedoch deutlich schwerer zu sein als die Männchen. Ob dieser Gewichtsdimorphismus auch bei den beiden anderen Arten besteht, ist aufgrund der spärlichen Datenlage ungewiss.
Die Ohren liegen sehr weit oben im Kopf und sind asymmetrisch angeordnet. Diese Asymmetrie umfasst nicht nur den äußeren Gehörgang, sondern auch die Paukenhöhle.

## Maße und Gewicht
Der kleinste Vertreter dieser Gattung ist der Sägekauz. Er erreicht bei einem Gewicht von um die 100 Gramm eine Gesamtlänge von etwa 19 Zentimetern. Der holarktische Raufußkauz ist mit bis zu 26 Zentimetern Körperlänge und einem Gewicht bis zu 194 Gramm deutlich größer und schwerer. Dazwischen liegen die beiden neotropischen Vertreter der Gattung.

## Lautäußerungen
Die Käuze dieser Gattung verfügen über eine Reihe von Lautäußerungen. Am eindrucksvollsten ist der Reviergesang des männlichen Raufußkauzes, der aus einer lauter und schneller werdenden Abfolge reintönender hu-Elementen besteht. Der Reviergesang des Sägekauzes besteht aus weichen, an das Geräusch fallender Wassertropfen erinnernder tüö-Elementen, die nicht sehr schnell, aber anhaltend vorgetragen werden. Ihren eigentümlichen Namen erhielt die Eule jedoch von ihrem kreischenden Aggressionsruf, der an das Schärfen eines Sägeblattes erinnert. Sehr ähnlich zum Reviergesang des Sägekauzes ist der des Ridgewaykauzes. Die einzelnen Elemente sind aber in der Tonlage etwas tiefer und klingen ein wenig melancholisch. Der Reviergesang des Gelbstirnkauzes dagegen ist ein hohes, zitterndes Stakkato von gürrr-Elementen, die in sehr großem Tempo wiederholt werden. Daneben sind von dieser Eule auch einzeln wiederholte, recht hohe u-Töne zu hören. Neben diesen Hauptgesängen verfügen diese Eulen über eine Reihe verschiedenartiger, zum Teil rauer und kreischender Rufe.
Alle Käuze dieser Gattung sind vor allem in der Zeit der Revierabgrenzung und in der frühen Paarungszeit akustisch aktiv. Sind sie einmal verpaart, verhalten sie sich äußerst verborgen. Auch starker Prädationsdruck kann zu einer sehr eingeschränkten akustischen Präsenz führen.

## Verbreitung und Lebensraum

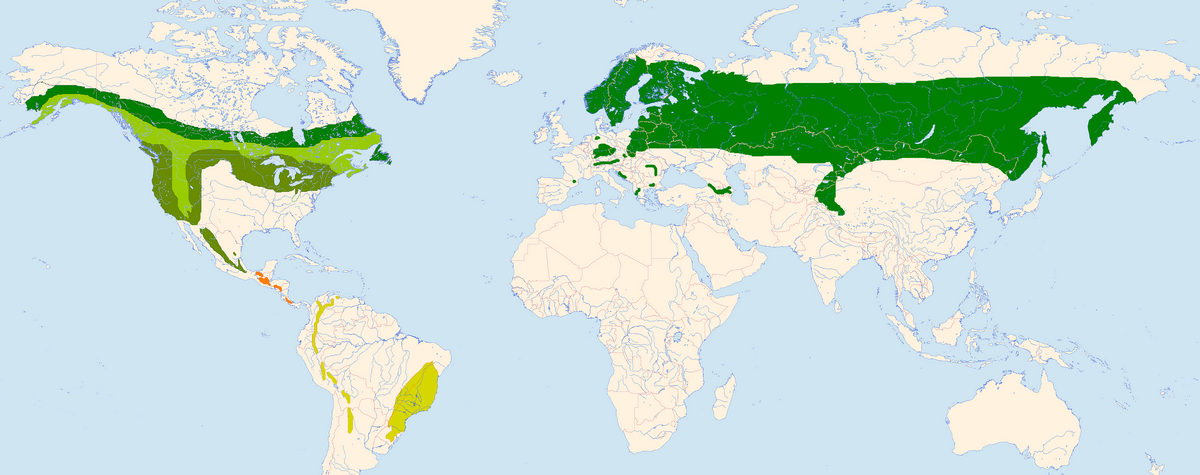
Verbreitung der Raufußkäuze
Raufußkauz (dunkelgrün), Sägekauz (moosgrün), Überlappungsgebiete Raufußkauz-Sägekauz (hellgrün)
Ridgwaykauz (orange) und Gelbstirnkauz (helles moosgrün, orange gerandet)

Am weitesten von den vier Arten der Gattung ist der Raufußkauz verbreitet, der in der gesamten borealen Zone von Alaska bis Kamtschatka an der asiatischen Pazifikküste vorkommt. Zudem bestehen sowohl in Amerika als auch in Europa Reliktvorkommen, die sich in Amerika vor allem auf die Rocky Mountains, in Europa auf die mitteleuropäischen Mittelgebirge, die Pyrenäen, den Balkan, das Dinarische Gebirge sowie auf die Alpen beschränken. In Nordamerika teilt er weite Teile seines Verbreitungsgebietes mit dem Sägekauz, der aber weiter nach Süden vordringt und im stärkeren Maße als der Raufußkauz die Ostabdachung der Rocky Mountains besiedelt. Der Gelbstirnkauz bewohnt die Ostabhänge der Anden von Venezuela im Norden bis Nordargentinien. Ein weiteres großes Verbreitungsgebiet liegt in Südostbrasilien, in Uruguay, Paraguay sowie im äußersten Nordosten Argentiniens. Das kleinste Verbreitungsgebiet hat der Ridgwaykauz inne, der in Mittelamerika von Mexiko bis Westpanama vorkommt.

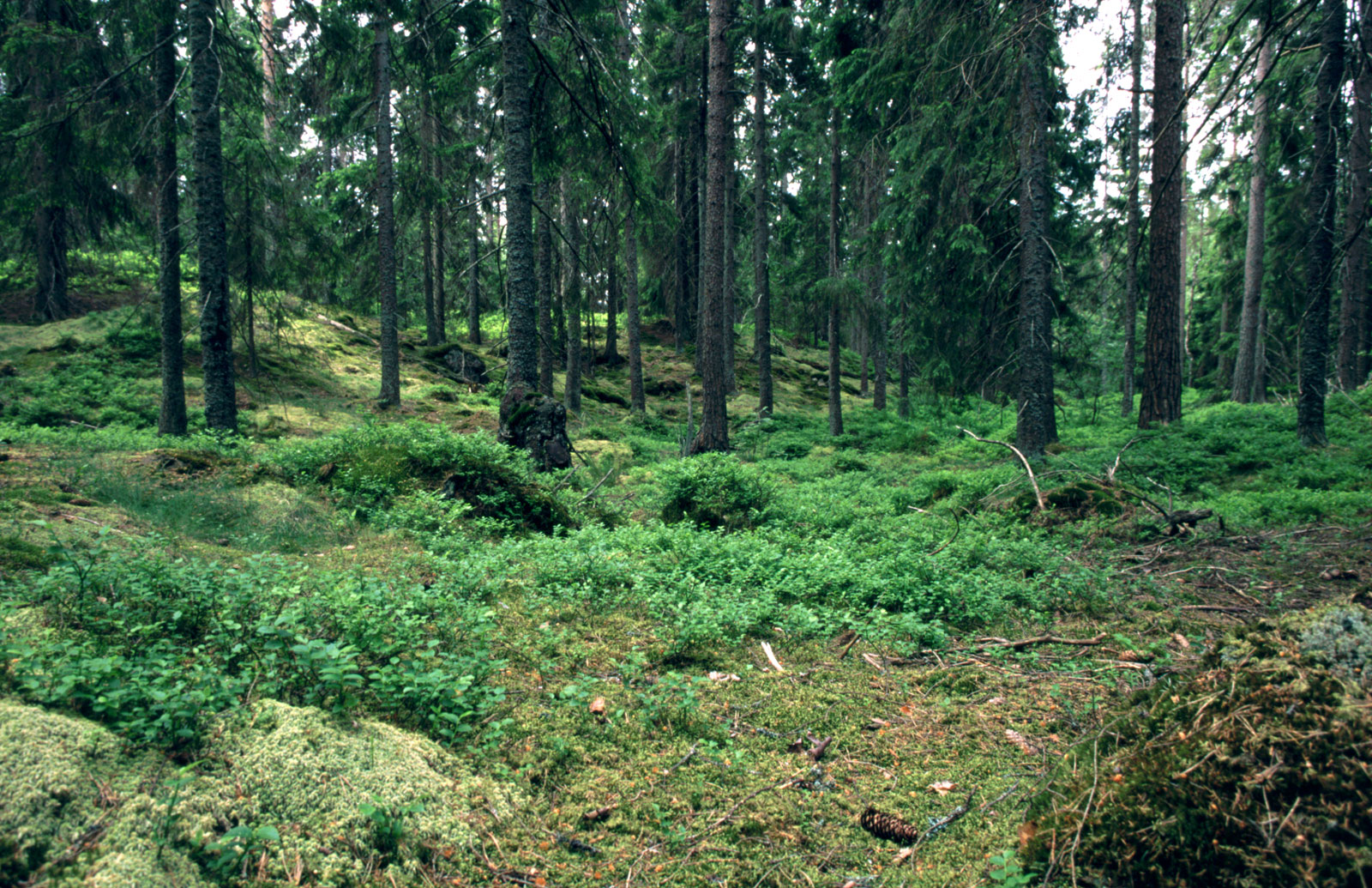
Typisches Habitat des Raufußkauzes nahe Örebro, Schweden

Die Lebensräume dieser Eulen sind entsprechend ihrer geographischen Verbreitung unterschiedlich, immer sind es aber Waldgebiete, zumindest aber locker baumbestandene Landschaftsstrukturen. Der holarktische Raufußkauz besiedelt im Besonderen den borealen Nadelwaldgürtel, der vor allem aus verschiedenen Arten der Fichte und Tanne besteht, kommt aber auch in Mischwäldern mit Birken, Buchen und Eichen vor. Neben einem genügenden Nahrungsangebot sind das Vorhandensein von Bruthöhlen und das Fehlen von Prädatoren (insbesondere größere Eulen, insbesondere Waldkauz beziehungsweise Streifenkauz und verschiedene Marder) Voraussetzung für eine Ansiedlung dieser Art. In der Paläarktis ist vor allem der Schwarzspecht der wichtigste Höhlenlieferant, in Nordamerika ist es der Helmspecht.
Ähnlich sind die Lebensraumansprüche des Sägekauzes; bei ihm kann jedoch eine gewisse Präferenz für feuchtere Habitate beobachtet werden. In seinen südlichen Verbreitungsgebieten bewohnt er meist offenes, mit Eichen und Kiefern bestandenes Waldland, wo er auch kleinere, flussbegleitende, mit Pappeln und Erlen bestandene Gehölze besiedelt.
Der Ridgwaykauz kommt in seinen mittelamerikanischen Brutgebieten insbesondere in montanen, mit Eichen und Kiefern bestandenen Wäldern vor, besiedelt aber auch Weideland, wenn einige hohe Bäume vorhanden sind. Ähnliche Habitate bilden den Lebensraum des Gelbstirnkauzes, der offene, von Busch- oder Weideland durchsetzte Walnussbestände, Erlengehölze und gelegentlich auch Polylepis-Bestände nahe oder über der Baumgrenze aufsucht.
Raufußkauz und Sägekauz kommen in ihren nördlichen und nordöstlichen Verbreitungsgebieten sowohl im Tiefland als auch in Lagen bis 1000 Meter oder etwas darüber vor. In den südlichen Regionen ihrer Verbreitung sind sie weitgehend an montane Wälder in Höhen von über 1500 Meter gebunden, wo der Raufußkauz bis nahe der Baumgrenze um die 3000 Meter als Brutvogel vorkommt; die höchstgelegenen Brutplätze des Sägekauzes liegen etwa 500 Meter tiefer. In Europa ist der Raufußkauz außerhalb seines geschlossenen Verbreitungsgebietes vor allem an Mittelgebirgs- und Gebirgswälder gebunden, breitet sich aber im Osten und Norden auch in zunehmendem Maße in Tieflandgebieten aus. Der Ridgwaykauz kommt nur in Höhen über 1400 Meter vor und brütet bis in Höhen von über 3000 Metern; weniger ausschließlich in Montanregionen liegen die Verbreitungsgebiete des Gelbstirnkauzes, von dem bereits Brutplätze aus Höhenlagen um die 600 bekannt sind, der aber auch in queñuales genannten Beständen von Polylepis gefunden werden kann.

## Nahrung und Nahrungserwerb
Käuze der Gattung Aegolius ernähren sich vor allem von kleinen Säugetieren. Daneben spielen Kleinvögel eine gewisse Rolle, beim Ridgway- und beim Gelbstirnkauz dürften Arthropoden, vor allem Insekten dominieren. Unter den Säugetieren bilden Wühlmäuse, Spitzmäuse und Maulwürfe, unter den Vögeln unterschiedliche Arten von Sperlingsvögeln die Hauptbeute. Die Nahrungszusammensetzung der beiden neotropischen Arten ist weitgehend unbekannt, doch könnten Frösche und Fledermäuse neben Insekten, kleinen Säugetieren und Vögeln wichtige Beutetiere sein. Die auf Haida Gwaii brütende Unterart des Sägekauzes A. a. brooksi erbeutet auch häufig Krabben und andere Krustentiere.
Alle Arten dieser Gattung sind vor allem Ansitzjäger, die ihre Beutetiere entweder akustisch oder visuell orten und nach einem Schwebeflug am Boden schlagen. Der Raufußkauz kann eine sich bewegende Maus noch auf eine Entfernung von 23 Metern sicher akustisch orten. Gelegentlich rüttelt er über der vermuteten Beute. Die Warte wird üblicherweise nach jedem Beuteflug gewechselt. Daneben muss auch Flugjagd eine gewisse Rolle spielen, wurde aber kaum beobachtet. Die Beutetiere werden durch einen Biss in den Kopf oder durch festes Einkrallen getötet und stückweise verzehrt; Vögel werden gerupft.
Der Raufußkauz und der Sägekauz legen während des Winters und während der Brutzeit umfangreiche Nahrungsdepots an. Von den beiden anderen Arten ist darüber nichts bekannt.

## Verhalten
Alle Arten dieser Gattung sind weitgehend nachtaktiv. Die Aktivitätsphase beginnt in der späten Abenddämmerung und endet deutlich vor Sonnenaufgang. Auch während der Brutzeit wird der Tag ruhend, meist in einem Einsitz auf einem Ast nahe am Stamm sitzend, verbracht. Nur ausnahmsweise wurden nördlich lebende Individuen des Raufußkauzes auch an trüben Tagen jagend angetroffen. Zumindest die Männchen sind während des gesamten Jahres territorial, doch scheint im Wesentlichen nur ein kleines Territorium auch tatsächlich gegenüber Artgenossen verteidigt zu werden.
Die beiden neotropischen Arten sind Standvögel. Bei ihnen scheinen nur unregelmäßige, klimatisch bedingte Ausgleichsbewegungen stattfinden. Auch die Männchen des Raufußkauzes sind weitgehend ortstreu, während die Weibchen häufiger verstreichen und Zugbewegungen an die 500 Kilometer durchführen. Europäische Zieher überqueren regelmäßig die Ostsee. Der Sägekauz ist zumindest in seinen nördlichen Populationen weitgehend Kurz- oder Mittelstreckenzieher, der bei über einige 1000 Kilometer nach Süden wandern kann. So verstreichen zum Beispiel viele in Zentralontario brütende Käuze nach Kentucky, oder Vögel aus Nova Scotia nach North Carolina. Während des Winters wurden Sägekäuze in Florida und Mississippi beobachtet.

## Brutbiologie

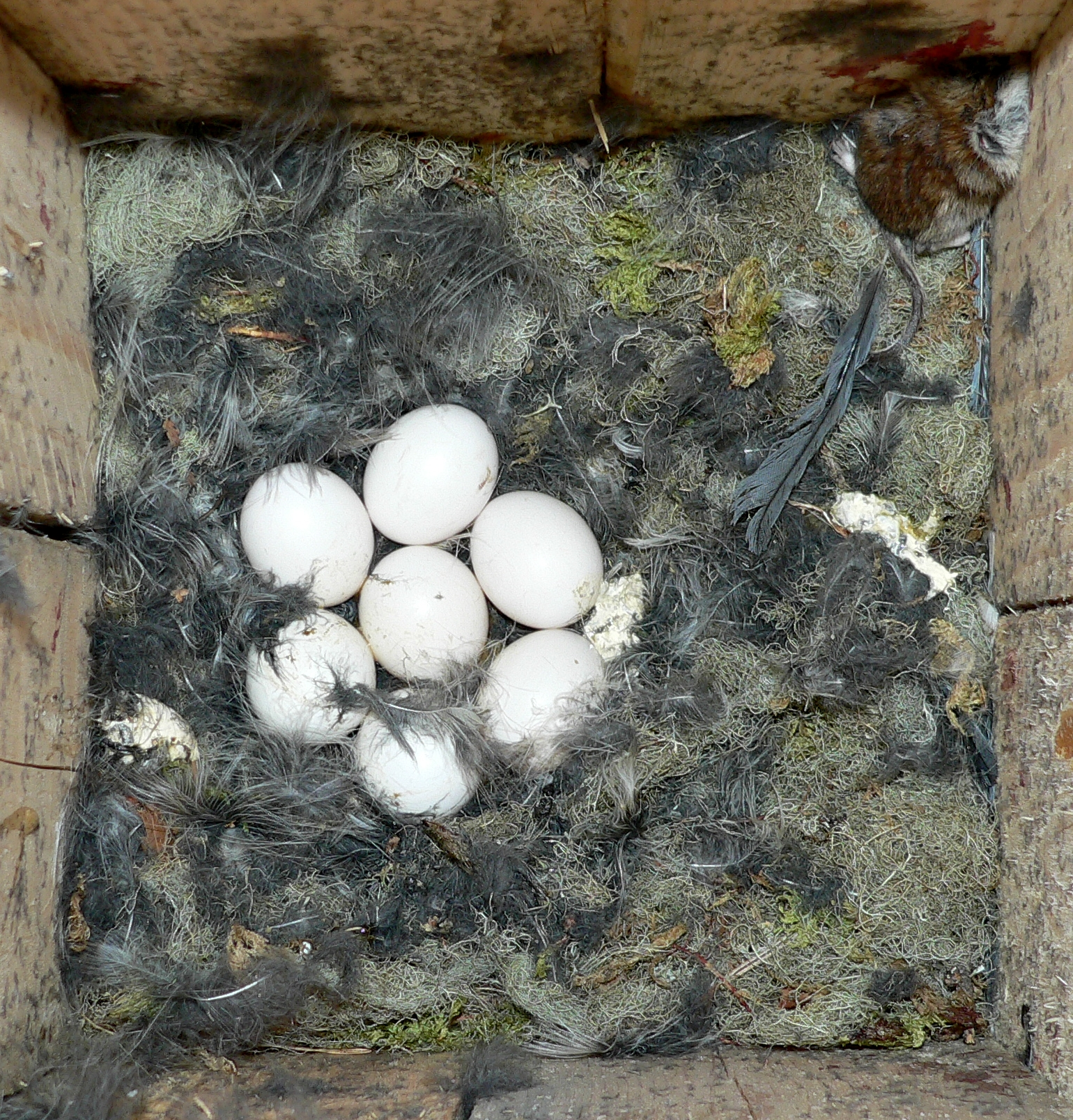
Gelege und Depot einer Nistkastenbrut des Raufußkauzes

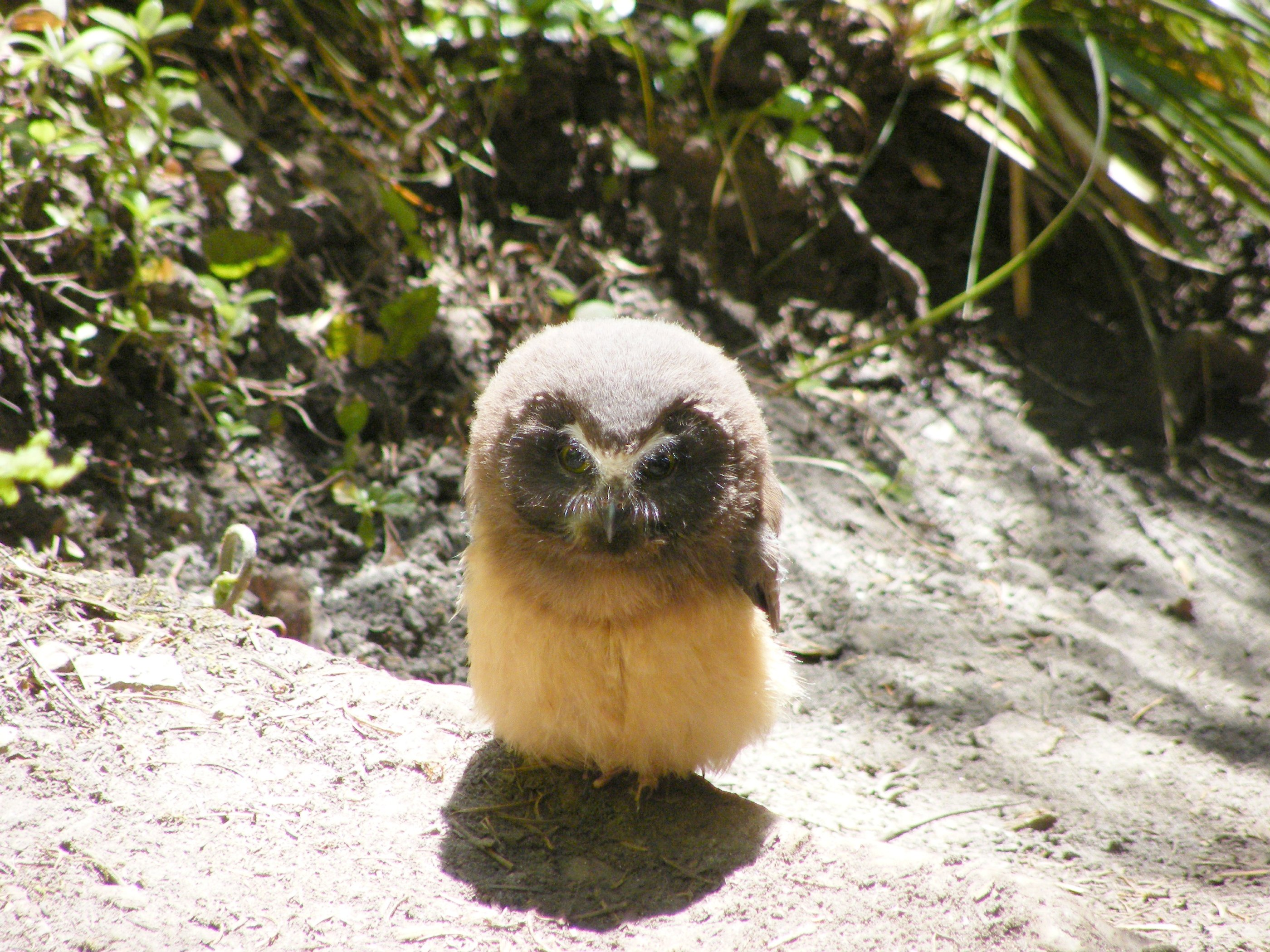
Noch nicht flügger Sägekauz

Käuze dieser Gattung werden am Ende ihres ersten Lebensjahres geschlechtsreif. Sie führen eine Brutzeitpartnerschaft. Sowohl Polyandrie als auch Polygynie sind nicht selten. Die Paarbindung erlischt spätestens nach der Brut, oft schon im Ästlingsstadium der Jungvögel. In einem solchen Falle beginnt das Weibchen mit einem neuen Partner eine neue Brut. Andererseits kann in guten Nahrungsjahren ein Männchen mit zwei Weibchen gleichzeitig Bruten hochziehen.
Alle vier Arten sind Höhlenbrüter, die vor allem auf Höhlen größerer Spechtarten wie Helmspecht oder Schwarzspecht angewiesen sind. Daneben werden natürliche Baumhöhlen und bei Raufußkauz und Sägekauz auch Nistkästen als Brutplätze genutzt. Vom Gelbstirnkauz ist eine Brut in einem ausgefaulten Palmenstumpf bekannt. Nistmaterial wird nicht eingetragen, auch die Gewölle, die Ausscheidungen der Jungvögel, sowie Federn und andere Rupfungsreste verbleiben im Nest.
Die Gelege der gut untersuchten Arten Raufußkauz und Sägekauz sind meist groß. Sie bestehen aus bis zu sieben weißen Eiern. Gelegentlich dürften mehrere Weibchen in ein Nest legen, sodass Riesengelege von über 10 Eiern zustande kommen können. Die Eier werden im Tages- oft auch im Zweitagesabstand gelegt, und vom ersten Ei an bebrütet, sodass bei den Nestlingen sehr große Entwicklungsunterschiede bestehen.
Es brütet allein das Weibchen. Die Brutdauer liegt bei allen Arten um die 28 Tage. Während dieser und der darauf folgenden Huderzeit versorgt das Männchen Weibchen und Küken mit Nahrung. Bei schlechtem Nahrungsangebot kommt es häufig vor, dass die stärkeren Jungen die schwächeren Nachzügler töten und auffressen. Nachdem die Jungen mit etwa 28 Tagen das Nest verlassen haben, beteiligt sich auch das Weibchen an der Nahrungssuche; oft verlässt es aber auch die Brut und beginnt, gelegentlich recht weit entfernt, eine neue. Die Jungen können zu dieser Zeit noch nicht fliegen. Wenn sie auf den Boden fallen, versuchen sie sich im Gestrüpp zu verstecken oder mit Hilfe von Krallen und Schnabel wieder sicherere Höhen zu erreichen. Erst nach weiteren 4–6 Wochen sind sie selbstständig und verlassen das Brutgebiet.
Obwohl in Nordamerika Raufußkauz und Sägekauz in weiten Teilen ihres Verbreitungsgebietes sympatrisch vorkommen, sind bisher zwischen diesen beiden Arten keine Mischbruten bekannt geworden. Zwischen Sägekauz und Ridgwaykauz dagegen dürfte es Mischbruten geben, deren Nachkommen zuweilen als Unterarten des Ridgwaykauzes geführt werden.
Zur Brutbiologie der beiden anderen Arten existieren kaum Angaben.

## Lebenserwartung
Es liegen nur wenige Angaben zur Lebenserwartung von Raufußkauz und Sägekauz vor. Ein beringter Sägekauz wurde nach 10 Jahren und 2 Monaten wiedergefunden. In Gefangenschaft überlebte ein anderer über 16 Jahre.
Bedeutend mehr als die Hälfte aller Jungvögel stirbt vor Erreichen der Geschlechtsreife. Gründe hierfür sind Mangelsituationen während der Aufzucht, parasitäre Erkrankungen, Prädation durch größere Eulen und Marder und Unfälle der noch flugunsicheren Jungvögel. Eine große Untersuchung in den USA zeigte, dass Sägekäuze überproportional häufig Opfer des Straßenverkehrs werden. Fast 80 Prozent der getöteten Vögel waren jünger als ein Jahr.

## Systematik
Die vier rezenten Aegolius-Arten bilden eine sowohl genetisch als auch verhaltensbiologisch gut von anderen Gattungen innerhalb der Unterfamilie der Surniinae getrennte monophyletische Gattung, was auch ihre monotypische Stellung in der Tribus Aegolini untermauert. In ihrer näheren Verwandtschaft befinden sich die Gattungen Glaucidium, Surnia und Athene. Sägekauz und Ridwaykauz werden von einigen Forschern als polytypische Art aufgefasst.
| Deutscher Name | Wissenschaftlicher Name            | Verbreitung                                                                   | Gefährdungsstufe Rote Liste der IUCN | Anmerkungen | Bild                              |
| -------------- | ---------------------------------- | ----------------------------------------------------------------------------- | ------------------------------------ | --- | --------------------------------- |
| Raufußkauz     | Aegolius funereus (Linnaeus, 1758) | borealer Waldgürtel der nördlichen Holarktis Mitteleuropa, Pyrenäen, Kaukasus | (Least Concern – nicht gefährdet)    | 5 Unterarten bei König & Weick; bei anderen Autoren bis zu 8.                                                          | Raufußkauz (Aegolius funereus)    |
| Sägekauz       | Aegolius acadicus (Gmelin, 1788)   | Südliches Kanada; NO und N-USA W-USA südwärts bis Südmexiko                   | (Least Concern – nicht gefährdet)    | 2 Unterarten bei König & Weick; bei anderen Autoren 3.                                                                 | Sägekauz (Aegolius acadicus)      |
| Ridgwaykauz    | Aegolius ridgwayi (Alfaro, 1905)   | S-Mexiko bis Panama                                                           | (Least Concern – nicht gefährdet)    | nach König & Weick monotypisch häufig 2 Unterarten, die König & Weick für Hybride von A. ridgway × A. acadicus halten. | Ridgwaykauz (Aegolius ridgwayi)   |
| Blassstirnkauz | Aegolius harrisii (Cassin, 1849)   | Ostabhang der Anden von Venezuela bis Bolivien SO-Brasilien, La-Plata-Gebiet  | (Least Concern – nicht gefährdet)    | 3 Unterarten | Gelbstirnkauz (Aegolius harrisii) |

2012 beschrieb Storrs Lovejoy Olson die subfossilen Überreste einer ausgestorbenen Aegolius-Art von Bermuda. Aus dem Pleistozän ist Aegolius martae bekannt, die auf Sizilien vorkam und 2008 von Marco Pavia beschrieben wurde.
| Deutscher Name | Wissenschaftlicher Name     | Verbreitung | Gefährdungsstufe Rote Liste der IUCN | Anmerkungen                            |
| -------------- | --------------------------- | ----------- | ------------------------------------ | -------------------------------------- |
|                | Aegolius gradyi Olson, 2012 | Bermuda     | (Extinct – ausgestorben)             | nur durch subfossile Überreste bekannt |
|                | Aegolius martae Pavia, 2008 | Sizilien    |                                      | im Pleistozän ausgestorben             |

## Bestandssituation
Die IUCN listet keine Art in einer Gefährdungsstufe. Allerdings liegen für den Ridgwaykauz und den Gelbstirnkauz praktisch keine Bestandsanalysen vor. Der Sägekauz dürfte, wie andere Eulen auch, auf Grund seiner verborgenen Lebensweise und seiner zum Teil abgelegenen Brutgebiete häufig übersehen werden. Sein Bestand wird auf 100 000–300 000 Individuen geschätzt. Auch der Raufußkauz zählt in seinem Verbreitungsgebiet zu den häufigeren Eulen. Wie die Zunahme an Tieflandbruten zeigt, scheint von den Kerngebieten ein erheblicher Ausbreitungsdruck auszugehen. Zusätzlich profitiert die Art wie auch der Sägekauz durch das Anbringen von Nistkästen.
Neben den natürlichen bestandslimitierenden Faktoren haben Entwaldung und Schädlingsbekämpfung, aber auch Höhlenkonkurrenz durch eingeführte Arten wie etwa den Star eine nicht unbeträchtliche bestandsminimierende Auswirkung.